# Aleksandra Djaczkowa
Aleksandra Iwanowna Djaczkowa (ur. w 1893 w Czernogołowce, zm. 14 marca 1938 na poligonie Butowo) – rosyjska nowomęczennica prawosławna.

## Życiorys
Pochodziła z rodziny chłopskiej. Ukończyła wiejską szkołę, po czym nadal mieszkała z rodzicami, pomagając im w prowadzeniu gospodarstwa. W 1914 wstąpiła jako posłusznica do monasteru Trójcy Świętej i św. Aleksandra Newskiego w Akatowie. Po rewolucji październikowej, chcąc ratować wspólnotę przed likwidacją, ihumenia klasztoru zarejestrowała go jako „spółdzielnię pracy”, którą nadal tworzyły mniszki i posłusznice. W 1927 spółdzielnia została mimo wszystko zamknięta. Posłusznica Aleksandra wróciła do rodzinnej wsi. Na miejscu podjęła starania na rzecz sprowadzenia duchownego do miejscowej wakującej parafii, a po wyznaczeniu kandydata pomogła mu urządzić się w nowym miejscu zamieszkania. W 1931, na fali aresztowań mnichów i posłuszników ze zlikwidowanych monasterów, została uwięziona. W śledztwie, na podstawie zeznań świadków, oskarżono ją o prowadzenie agitacji przeciwko kolektywizacji i kierowniczą rolę w organizowaniu obchodów świąt prawosławnych. Diaczkowa nie przyznała się do krytyki kołchozów. Mimo tego w 1931 została skazana na pięć lat łagru. Pracowała przy budowie Kanału Białomorskiego; została zwolniona po trzech latach. Wróciła do rodzinnej wsi, którą opuściła po śmierci matki w roku następnym. Zamieszkiwała u różnych znajomych w rejonie wołokołamskim. W październiku 1937 została stróżką w cerkwi Narodzenia Matki Bożej w Szestakowie. 28 lutego 1938 została uwięziona w Wołokołamsku. W śledztwie miejscowy sekretarz sielsowietu oskarżył ją o agitację kontrrewolucyjną i krytykę ustroju ZSRR, w tym ataki na kołchozy. Aleksandra Diaczkowa twierdziła, iż nie atakowała ustroju radzieckiego, a jedynie apelowała o uczęszczanie do cerkwi i modlitwę. 4 marca 1938 została skazana na śmierć i dziesięć dni później rozstrzelana na poligonie Butowo, a następnie pochowana tam w zbiorowej mogile.